# Пушкино (Городищенский сельсовет)
Пушкино — деревня в Белозерском районе Вологодской области.
Входит в состав Шольского сельского поселения (с 1 января 2006 года по 9 апреля 2009 года входила в Городищенское сельское поселение), с точки зрения административно-территориального деления — в Городищенский сельсовет.
Расположена на левом берегу реки Мегры. Расстояние до районного центра Белозерска по автодороге — 100 км, до центра муниципального образования села Зубово  по прямой — 14 км. Ближайшие населённые пункты — Васютино, Иваньково, Поповка, Старое Село.
По данным переписи в 2002 году постоянного населения не было.